# SpaceIL
SpaceIL je izraelská organizace založená v roce 2011, která se zúčastnila soutěže Google Lunar X Prize (GLXP) o přistání kosmické sondy na Měsíci.
SpaceIL úspěšně vypustila sondu Beresheet 22. února 2019 v 01:45 UTC; na oběžnou dráhu Měsíce se dostala 4. dubna 2019 ve 14:18 UTC. Dne 11. dubna 2019 se během přistávací procedury vyskytl v posledních minutách letu problém. Došlo ke ztrátě komunikace se sondou, která trvala dostatečně dlouho na to, aby selhal brzdný proces, a zřítila se na povrch Měsíce. Mise zahrnovala plány na měření magnetického pole Měsíce v místě přistání, nesla laserový retroreflektor a „časovou kapsli“ obsahující analogové a digitální informace, vytvořené nadací Arch Mission Foundation. Beresheet byla první izraelskou sondou, která se vydala za oběžnou dráhu Země, a byla prvním soukromě financovaným aparátem, který se pokusil přistát na Měsíci. Ačkoli se sonda zřítila, Izrael se stal sedmou zemí, která se dostala na oběžnou dráhu Měsíce, a čtvrtou zemí po Sovětském svazu, Spojených státech a Číně, která se pokusila o měkké přistání na Měsíci.
Dva dny po neúspěšném pokusu o měkké přistání na Měsíci oznámila organizace plány na druhý pokus, Beresheet 2.
SpaceIL byla založena jako nezisková organizace, která chce podporovat vědecké a technické vzdělávání v Izraeli. Její celkový rozpočet na misi se odhaduje na 95 milionů dolarů, které poskytl izraelský miliardář Morris Kahn a další filantropové, jakož i Izraelská kosmická agentura (ISA).

## Beresheet 2
Dne 13. dubna 2019 organizace oznámila plány na druhý pokus o přistání na Měsíci, Beresheet 2, ale 26. června 2019 ve svém prohlášení uvedla, že druhá mise nebude zaměřena na Měsíc, ale na jiný blíže nespecifikovaný objekt.
Dne 5. února 2020 byl výkonným ředitelem organizace jmenován Šim'on Sarid. V této funkci bude řídit misi Beresheet 2.